# Comuna de Szczytno
Szczytno (polaco: Gmina Szczytno) é uma gminy (comuna) na Polónia, na voivodia de Vármia-Masúria e no condado de Szczycieński. A sede do condado é a cidade de Szczytno.
De acordo com os censos de 2004, a comuna tem 10 655 habitantes, com uma densidade 30,1 hab/km².

## Área
Estende-se por uma área de 346,24 km², incluindo:
- área agricola: 36%
- área florestal: 48%

## Demografia
Dados de 30 de Junho 2007:
|                      | Total   | Total | Mulheres | Mulheres | Homens  | Homens |
| -------------------- | ------- | ----- | -------- | -------- | ------- | ------ |
|                      | pessoas | %     | pessoas  | %        | pessoas | %      |
| População            | 10 655  | 100   | 5282     | 49,6     | 5369    | 50,4   |
| Densidade (pop./km²) | 30,1    | 100   | 15,3     | 15,3     | 15,5    | 15,5   |

De acordo com dados de 2002, o rendimento médio per capita ascendia a 1201,52 zł.

## Comunas vizinhas
- Dźwierzuty, Jedwabno, Pasym, Rozogi, Szczytno, Świętajno